# Poreuomena
Poreuomena is een geslacht van rechtvleugeligen uit de familie sabelsprinkhanen (Tettigoniidae). De wetenschappelijke naam van dit geslacht is voor het eerst geldig gepubliceerd in 1878 door Brunner von Wattenwyl.

## Soorten
Het geslacht Poreuomena omvat de volgende soorten:
- Poreuomena africana Brunner von Wattenwyl, 1878
- Poreuomena duponti Griffini, 1908
- Poreuomena forcipata Sjöstedt, 1902
- Poreuomena gladiator Bolívar, 1906
- Poreuomena lamottei Chopard, 1954
- Poreuomena wilverthi Griffini, 1908